# Viðvík
Viðvík betyder ved-bugt og ligger ved østkysten af Viðoy på Færøerne. Kysten langs bugten er ubeboet.
Som navnet antyder, har bugten sit navn efter den store mængde drivtømmer (viður), som her driver på land. Og bugten gav øen dets navn. 
Bugten er godkendt til grindefangst, men det er kun sket 10 gange i historien: 28. november 1804, 31. juli 1815, 21. februar 1829, 3. juli 1833, 6. august 1847, 16. august 1942, 30. december 1971, 27. september 1986, 10. november 2010 og 21. juli 2013.
Der organiseres af og til vandreture fra Hvannasund til Viðvík, men der er ikke nogen egentlig vandresti.
62°19′4″N 6°27′36″V / 62.31778°N 6.46000°V